# Antoine Oudin
Antoine Oudin (* 26. Februar 1595; † 21. Februar 1653) war ein französischer Übersetzer, Romanist, Italianist, Hispanist, Grammatiker und Lexikograf.

## Leben und Werk
Antoine Oudin war der Sohn von César Oudin. Nach dem Tod seines Vaters übernahm er dessen Funktion als Übersetzer und Dolmetscher für Spanisch und Italienisch am französischen Königshof Ludwig XIII. und (teilweise) Ludwig XIV. Er verbrachte längere Zeit in Italien, u. a. bei Papst Urban VIII., der päpstlicher Nuntius in Frankreich gewesen war.

Oudin schuf grundlegende Bearbeitungen der spanischen und italienischen Grammatiken und Wörterbücher seines Vaters. Seine französische Grammatik baut auf der von Charles Maupas auf. Sein originellstes Werk sind die Curiosités von 1640, ein Wörterbuch der französischen Redewendungen, vor allem aus dem Bereich der Sprechsprache. Dort findet sich etwa die Redewendung „les Fesses lui font taf taf“ (il tremble de peur) [ihm geht die Muffe].

## Werke

### Grammatiken
- Grammaire françoise rapportée au langage du temps,  Paris 1632, 1640, Rouen 1656, Paris 1664, Genf 1972
- (Bearbeiter) Grammaire italienne mise et expliquée en françois par César Oudin, reveuë, corrigée et augmentée,  outre un traicté de l’accent italien, Paris 1639, Lyon 1649, Rouen 1651
- (Bearbeiter) Grammaire espagnolle mise et expliquée en françois  par César Oudin, augmentée par Antoine Oudin, Paris 1641, Rouen 1651, Paris 1659, Rouen 1675

### Wörterbücher
- Curiositez françoises, pour supplement aux dictionnaires. Ou recueil de plusieurs belles proprietez, avec une infinité de proverbes & quolibets, pour l’explication de toutes sortes de livres,  Paris 1640, 1656, Niort 1882, Genf 1971, 1993, 2011 (615 Seiten)
- Recherches italiennes et françoises [Wörterbuch Italienisch-Französisch], ou Dictionnaire contenant outre les mots ordinaires, une quantité de proverbes et de phrases pour l’intelligence de l’une & l’autre langue. Avec un abrégé de grammaire italienne, Paris 1640, 932 Seiten; [mit Wörterbuch Französisch-Italienisch und Erweiterung Italienisch-Französisch], Paris 1642–1643, 932, 59, 587 Seiten; 1653–1655; Dictionnaire italien et français (puis français et italien), bearbeitet von Laurens Ferretti, Paris 1662–1663, 575, 364 Seiten; bearbeitet von Giovanni Veneroni, Paris 1680–1681; bearbeitet von Louis de Lépine, Venedig 1686, 780, 551 Seiten; Venedig 1693, Lyon 1703
- (Bearbeiter) Le tresor des devx langves espagnolle et françoise de César Oudin. Augmenté sur les mémoires de son autheur. Ovtre vn bon nombre de dictions & de phrases, auec vne seconde partie toute nouuelle, beaucoup plus ample qu’auparauant. Le tout corrige & reduit en meilleur ordre par Antoine Ovdin. Le dictionnaire de Xerigonca ou jargon, qui estoit a part, est explique en françois, & mis en son rang dans le corps du liure, Paris 1645;  bearbeitet durch Juan Mommarte, Brüssel 1660
- Nomenclature françoise et italienne, ou les noms apellatifs de toutes choses, Paris  1643
- Nomenclature françoise et espagnole, Paris 1647, 348 Seiten
- Petit recueil de phrases adverbiales qui ont le moins de rapport entre les langues italienne et françoise,  Paris 1646

### Übersetzung
- Histoire des guerres de Flandre, traduite de l’italien du cardinal Bentivoglio,  Paris 1634